# Gametoides subfasciata
Gametoides subfasciata är en skalbaggsart som beskrevs av Nils Samuel Swederus 1787. Gametoides subfasciata ingår i släktet Gametoides och familjen Cetoniidae. Inga underarter finns listade i Catalogue of Life.